# Zhang Yuzhe (cráter)
Zhang Yuzhe es un cráter de impacto ubicado en la cara oculta de la Luna, cerca del Polo Sur lunar. Se encuentra entre los prominentes cráteres Crommelin y Zeeman.
|  |

El cráter presenta un contorno relativamente ovalado, con el eje este-oeste algo más largo el eje norte-sur. Tanto su reducido brocal como su fondo presentan numerosos impactos de tamaño medio.
El nombre fue adoptado en agosto de 2010 por resolución de la UAI  en memoria del astrónomo chino Zhang Yuzhe (1902- 1986).